# Polycyathus senegalensis
Espèce
Statut CITES
Polycyathus senegalensis est une espèce de coraux appartenant à la famille des Caryophylliidae.